# Hopptal
Koordinaten: 51° 27′ 23″ N, 11° 19′ 7″ O
Das Hopptal ist ein Naturschutzgebiet in der Stadt Sangerhausen im Landkreis Mansfeld-Südharz in Sachsen-Anhalt.
Das Naturschutzgebiet mit dem Kennzeichen NSG 0179 ist rund 21 Hektar groß. Es steht seit 1998 unter Schutz (Datum der Verordnung: 1. Juli 1998). Zuständige untere Naturschutzbehörde ist der Landkreis Mansfeld-Südharz.
Das Naturschutzgebiet liegt südöstlich von Sangerhausen. Es stellt das zwischen dem Beinschuh und Weinberg liegende Hopptal unter Schutz, das aus einem Mosaik von Streuobstwiesen, mesophilen Grünlandbereichen, Halbtrockenrasen, Felsfluren und trockenen Gebüschkomplexen besteht. Weiterhin finden sich im Naturschutzgebiet kleine, mittlerweile verwitterte Sandsteinbrüche.
Im Naturschutzgebiet dominieren Furchenschwingel-Fiederzwenken-Halbtrockenrasen. Hier wachsen u. a. Feldmannstreu, Gelbe Skabiose, Mittleres Zittergras, Purgierlein, Kartäusernelke, Mittlerer Wegerich, Zypressenwolfsmilch, Hügelmeier sowie Haarpfriemengras, Spargelerbse und Gezähnter Feldsalat. In den verwitterten Steinbrüchen kommen Sandthymian-Blauschwingel-Fluren mit Frühlingsfingerkraut, Rispenflockenblume und Echtem Schwafschwingel sowie Filzsegge vor.
Das Naturschutzgebiet bietet Lebensraum für eine vielfältige Avifauna. So sind Wendehals und Neuntöter typische Vertreter der Streuobst- und Gebüschkomplexe. In den verbuschten Bereichen sind Nachtigall, Feldschwirl, Dorngrasmücke und Goldammer häufig zu finden. Die trockenen Bereiche sind ferner Lebensraum verschiedener Insekten, darunter Heuschrecken und Schmetterlinge.
Das Naturschutzgebiet ist größtenteils von landwirtschaftlichen Nutzflächen umgeben. Mit dem etwas östlich liegenden Naturschutzgebiet „Kirschberg und Handkante“ stellt es ein Biotopverbund in einer ansonsten ausgeräumten Agrarlandschaft dar.